# Arts District (Dallas)
Pour les articles homonymes, voir Arts District.
Arts District, que l'on pourrait traduire en français par « Quartier des arts », est un quartier du centre-ville de Dallas, dans l'État du Texas aux États-Unis. Le Arts District est fondateur et membre du Global Cultural Districts Network.